# 武蔵野音楽大学
武蔵野音楽大学（むさしのおんがくだいがく、英語: Musashino Academia Musicae）は、東京都練馬区羽沢1-13-1に本部を置く日本の私立大学。1929年創立、1949年大学設置。
創設者は福井直秋。私立音楽大学としては歴史も古く、音楽教員も数多く輩出している。音楽学校としての創立は比較的後発であったが、新制大学発足の1949年に日本で初めて音楽大学としての認可を受けた大学である。

## 沿革
（附属高等学校および、附属幼稚園の項目を除く）
- 1929年 武蔵野音楽学校設置認可
- 1932年 財団法人および専門学校令による専門学校として武蔵野音楽学校設置許可
- 1943年 教員無試験検定取り扱いの許可校として指定される
- 1949年 武蔵野音楽大学音楽学部設置認可（戦後の学制改革によって新制大学へと移行。「音楽大学」としては日本初の認可）
- 1950年 武蔵野音楽大学短期大学部第2部（夜間）設置認可
- 1951年 財団法人武蔵野音楽学校から学校法人武蔵野音楽学園に組織変更、大学別科設置認可
- 1952年 短期大学部第1部設置認可
- 1953年 大学および短期大学に専攻科設置認可
- 1958年 音楽学部第2部（夜間）設置認可
- 1960年 江古田キャンパスにベートーヴェンホール（BH）、旧モーツァルトホール（MH）落成
- 1961年 ベートーヴェンホール（BH）にパイプオルガン設置 ヴィルヘルム・ケンプが落成式にて演奏
- 1964年 武蔵野音楽大学大学院修士課程（器楽専攻、声楽専攻、作曲専攻）設置認可、同課程開設
- 1965年 音楽学部に音楽学学科および音楽教育学科増設認可
- 1967年 江古田キャンパスに新モーツァルトホール（MH）竣工。江古田キャンパスに「楽器博物館」開設
- 1969年 大学院音楽研究科修士課程に音楽学専攻。音楽教育専攻増設認可
- 1971年 入間キャンパス開設
- 1972年 武蔵野音楽大学武蔵野幼稚園設置
- 1976年 音楽学部が入間キャンパスにて授業開始。入間キャンパスに「図書館・楽器博物館棟」竣工
- 1979年 入間キャンパスにコンサートホール「バッハザール」（BS）竣工
- 1982年 バッハザール（BS）にパイプオルガン落成
- 1983年 短期大学部第2部廃止認可
- 1986年 短期大学部第1部廃止認可
- 1989年 音楽学部第2部廃止認可
- 1993年 教育研修施設「武蔵野音楽大学パルナソス多摩」開設。同施設にコンサートホール「シューベルトホール」（SH）竣工
- 1994年 「武蔵野音楽大学パルナソスエミネンス（特修科）」[1]開講
- 1997年 パルナソス多摩女声合唱団開設
- 1999年 創立70周年記念式典を挙行
- 2003年 大学院音楽研究科博士後期課程設置認可
- 2004年 大学院音楽研究科博士後期課程開設。音楽学部ヴィルトゥオーソ学科設置届出
- 2005年 音楽学部音楽環境運営学科設置届出
- 2006年 学芸員課程設置届出。音楽学部ヴィルトゥオーソ学科開設。武蔵野音楽大学楽器博物館が東京都教育委員会より博物館相当施設に指定される
- 2007年 音楽学部に音楽環境運営学科開設、博物館法に定める学芸員課程開設
- 2009年 創立80周年記念式典を挙行
- 2010年 大学院音楽研究科修士課程にヴィルトゥオーソコース開設
- 2011年 大学別科再開に伴い、特修科（パルナソスエミネンス）の募集を停止
- 2017年 江古田新キャンパス竣工
- 2017年 音楽学部に演奏学科、音楽総合学科開設
- 2018年 大学院音楽研究科博士前期課程（修士課程）にピアノコラボレイティヴアーツコース開設

## キャンパス

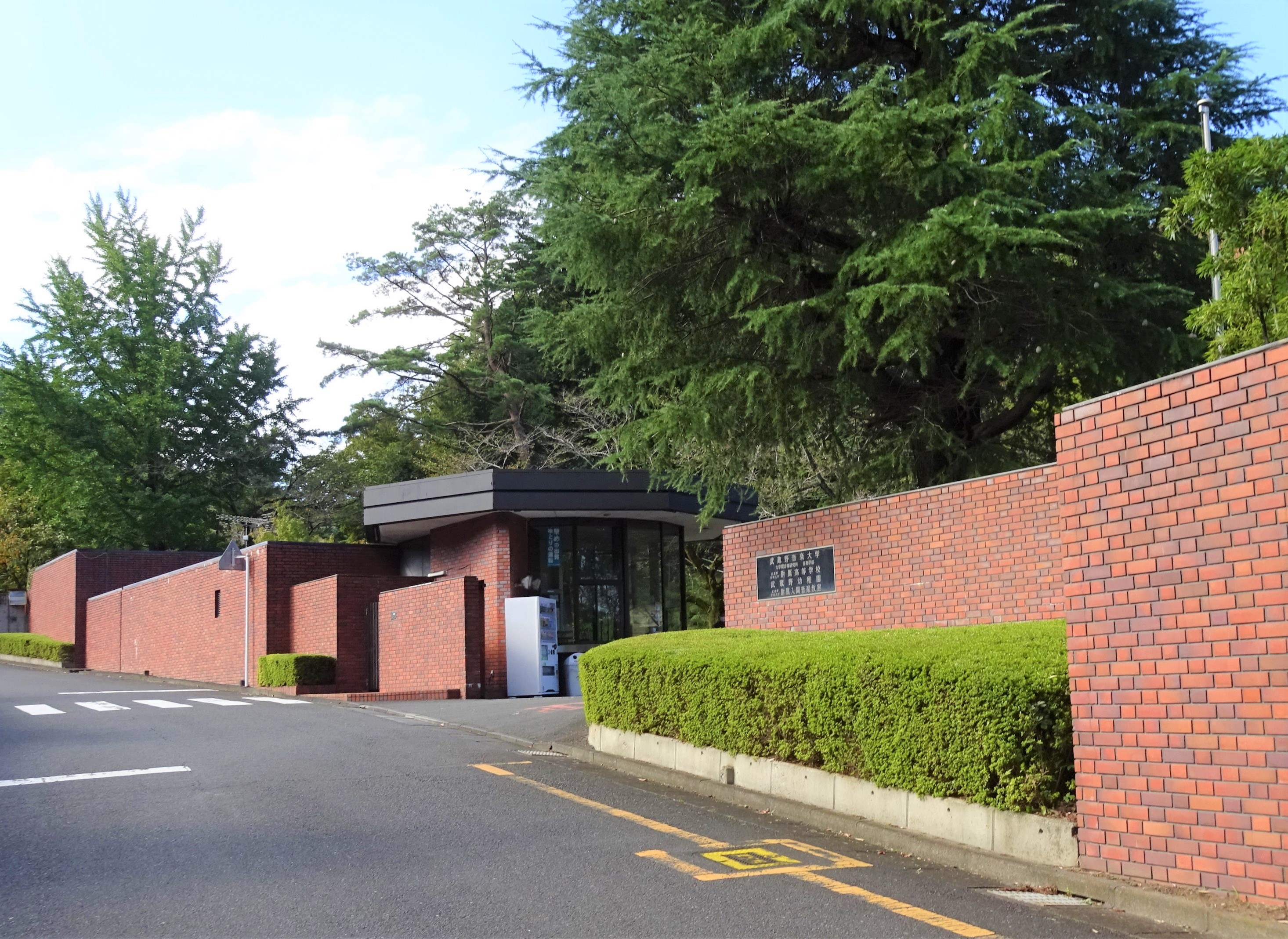
入間キャンパス

- 江古田キャンパス（東京都練馬区羽沢）
音楽学部（1～4年次）、大学院、附属江古田音楽教室。ベートーヴェンホール（ホール棟）、ブラームスホール（ホール棟）、モーツァルトホール（N棟）、武蔵野音楽学園記念室（E棟）、図書館（C棟）、楽器博物館（S棟）がある。
- 入間キャンパス（埼玉県入間市中神）
附属入間音楽教室。バッハザール、寮、研修所、入間キャンパス楽器博物館、運動グラウンド（テニスコート等）がある。
- 武蔵野音楽大学パルナソス多摩（東京都多摩市落合）
附属多摩音楽教室、女声合唱団。シューベルトホール、楽器博物館多摩展示室がある。地上2階地下1階構造の建物（1994年〜2010年までパルナソスエミネンス（特修科）を設置していた）。

2012年から2017年にかけて江古田キャンパスの建替が行われ、ベートーヴェンホールを除く全建物が建て替えられた。2012年以前は大学2年までは入間、3年以降江古田で授業を行っていたが、2017年より大学の授業は原則として全て江古田に集約した。入間は附属高校等の運営に特化する形となっているが、2027年に移転予定である。

## 学部
- 音楽学部
  - 演奏学科
    - 器楽コース
      - 有鍵楽器専修
        - ピアノ専攻
        - オルガン専攻

      - 管楽器専修
      - 打楽器専修
      - 弦楽器専修

    - 声楽コース
    - ヴィルトゥオーゾコース

  - 音楽総合学科
    - 作曲コース
    - 音楽学コース
    - 音楽教育コース
    - アートマネジメントコース

## 研究科
- 音楽研究科
  - 器楽専攻（博士前期課程）
  - 声楽専攻（博士前期課程）
  - 作曲専攻（博士前期課程）
  - 音楽学専攻（博士前期課程）
  - 音楽教育専攻（博士前期課程）
  - 音楽専攻（博士後期課程）

## 別科
- 平成23年度より再開。器楽コース（有鍵楽器・管楽器・打楽器・弦楽器）、声楽コース、作曲コース、指揮コース の4コースを開設。履修期間は1年間。

## 専攻科
- 募集停止中

## コンサートホール

### 江古田キャンパス
- ベートーヴェンホール
1960年開設の日本初の本格的コンサートホール[2]。客席数1,043席[2]。
- ブラームスホール
永田音響設計の中規模ホール[3]。客席数423席[3]。
- モーツァルトホール（3代目）
室内楽・リサイタル目的に特化したホール[4]。客席数423席[3]。約100席[4]。

### 入間キャンパス
- バッハザール
現代の音楽施設として綿密な音響設計が施された大規模ホールで、オーケストラピットやオペラ上演用舞台装置も有する[5]。客席数1,202席[5]。

### パルナソス多摩
- シューベルトホール
武蔵野音楽大学パルナソス多摩にあり、貸し出しも行う。274席。

## 楽器ミュージアム
江古田キャンパスの旧楽器博物館を「武蔵野音楽大学楽器ミュージアム」としてリニューアルし2022年春にオープンした。「鍵盤楽器」や「日本の楽器」など4つのエリアからなる。

## その他の附属施設

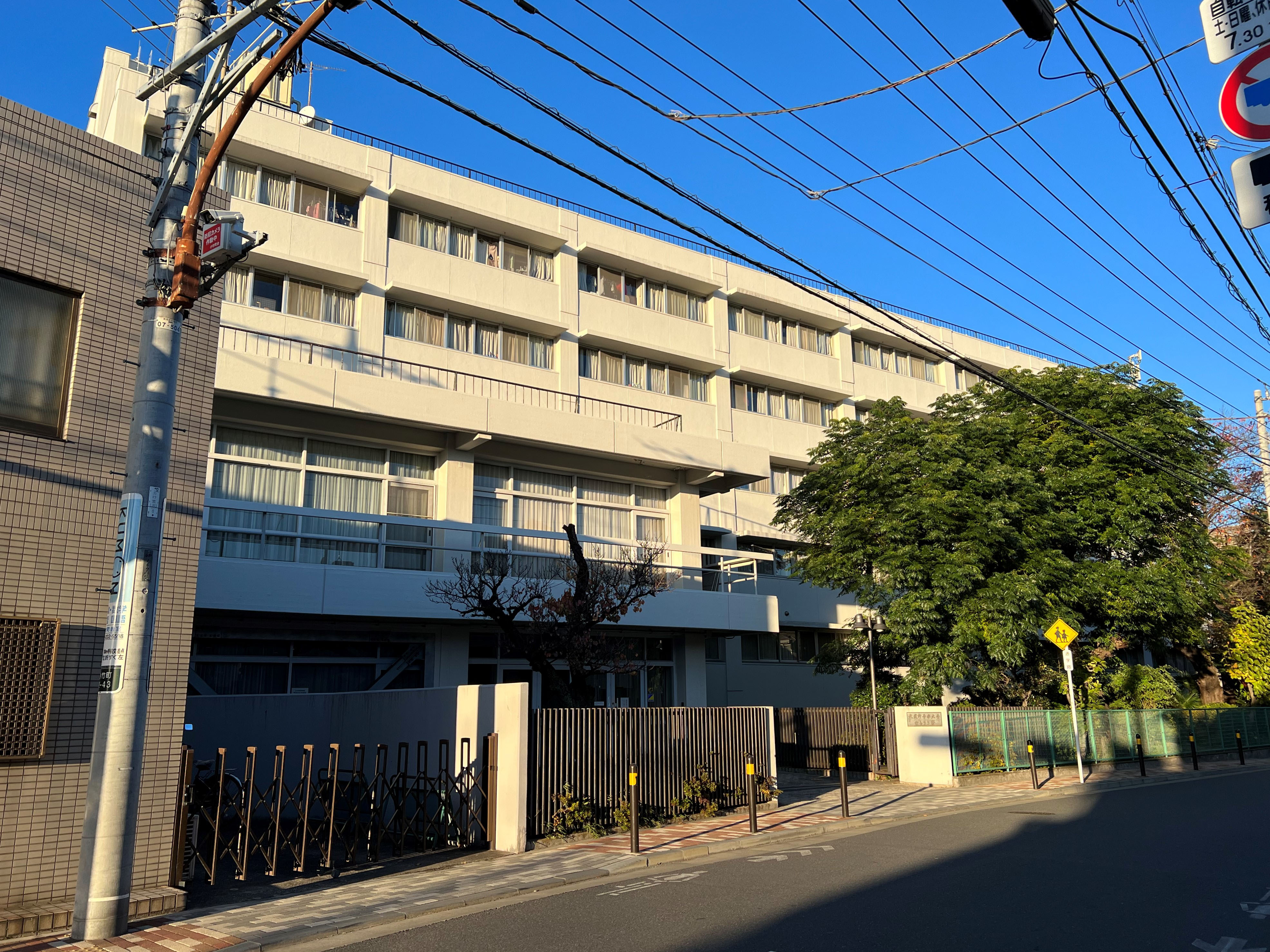
むらさき寮

- 図書館 - 江古田・入間両キャンパスにある。
- パルナソス多摩楽器展示室 - テーマに基づき、半年ごとに企画展として公開。
- 研修所
  - 軽井沢高原研修センター - 14の部屋と大中小の研修室、食堂、浴室、ロビー、テニスコート、卓球場、メゾネットタイプの別館が2棟ある。大学の研修としてはもちろん、リゾート施設としても使われている。
- 学寮

  - 愛水寮 - 入間キャンパスにある男子寮。
  - むらさき寮 - 江古田キャンパスの女子寮。
- 武蔵野音楽学園記念室（リニューアルオープン準備中）。

## 大学間交流
- 江古田カレッジトライアングル
  - 武蔵大学、日本大学芸術学部
練馬区江古田駅周辺の3大学（武蔵野音大・武蔵・日藝）と練馬区が協力し、「江古田カレッジトライアングル」として各大学学園祭時に様々な合同企画を行っている[7]。

## 関連組織
- 附属高等学校
  - 武蔵野音楽大学附属高等学校
- 附属幼稚園
  - 武蔵野音楽大学第一幼稚園
  - 武蔵野音楽大学第二幼稚園
- 附属音楽教室
  - 江古田音楽教室
  - 入間音楽教室
  - 多摩音楽教室

## 大学関係者一覧
- 武蔵野音楽大学の人物一覧